# سارة ديوتش
سارة ديوتش (بالإنجليزية: Sarah Deutsch)‏ هي محامية أمريكية، ولدت في 1961.